# 1882 dans les parcs de loisirs
| Années des parcs de loisirs : 1879 - 1880 - 1881 - 1882 - 1883 - 1884 - 1885    |
| Décennies des parcs de loisirs : 1850 - 1860 - 1870 - 1880 - 1890 - 1900 - 1910 |